# (17916) 1999 GZ3
(17916) 1999 GZ3 est un astéroïde de la ceinture principale d'astéroïdes découvert en 1999.

## Description
(17916) 1999 GZ3 a été découvert le 10 avril 1999 à Woomera (Australie par Frank B. Zoltowski.

### Caractéristiques orbitales
L'orbite de cet astéroïde est caractérisée par un demi-grand axe de 2,26 UA, un périhélie de 2,06 UA, une excentricité de 0,09 et une inclinaison de 4,88° par rapport à l'écliptique. Du fait de ces caractéristiques, à savoir un demi-grand axe compris entre 2 et 3,2 UA et un périhélie supérieur à 1,666 UA, il est classé, selon la JPL Small-Body Database, comme objet de la ceinture principale d'astéroïdes.

### Caractéristiques physiques
(17916) 1999 GZ3 a une magnitude absolue (H) de 15,6 et un albédo estimé à 0,293.